# 东明王篇
《东明王篇》（韓語：동명왕편）是高丽诗人李奎報所作的以高句丽建国神话为主题的长篇叙事诗。《东明王篇》收录于《东国李相国集》卷三，共141韵，282句，1400余字，外加大量梗概注释和说明。全诗由序诗、本章和尾诗三大部分构成。本章部门又分为解慕漱神话、朱蒙神话、类利得剑嗣位传说三大部分。:43:124
李奎报在《东明王篇》序中说他曾“得《旧三国史记》，见《东明王本纪》”，从而根据古籍记录写下《东明王篇》。他在《东明王篇》中，处处以双行细书做了注释，转录《旧三国史记》的内容。:52